# فاينو تانر

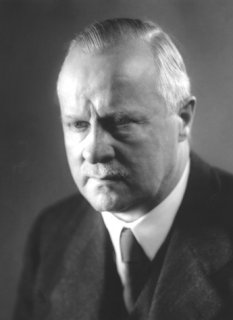
فاينو تانر

فاينو تانـّر (Väinö Tanner؛ هلسنكي، 12 مارس 1881 - هلسنكي، 19 أبريل 1966) طلائعي و قائد في الحركة التعاونية في فنلندا ، و رئيس وزراء فنلندا 1926-1927.
لم يشارك تانـّر في الحرب الأهلية الفنلندية. بعد أن وضعت الحرب أوزارها أصبح سياسي قيادي بالحزب الاشتراكي الديمقراطي و مؤيد قوي للنظام البرلماني. أهم إنجازته إصلاح الحزب الديمقراطي الاشتراكي بعد الحرب الأهلية. خدم فاينو تانر رئيساً للوزراء (1926-1927) ، و وزيراً للمالية (1937-1939) ، و وزيراً للخارجية (1939-1940) ، و بعد حرب الشتاء وزيراً للتجارة (1940-1942). وكان هذا التحرك الأخير نتيجة لضغوط سوفياتية.
أوصى فاينو تانـّر في توجـّهه إلى الطبقة العاملة الفنلندية عن المثالية الثورية من أجل إحراز تقدم عملي عبر العملية الديمقراطية. تحت قيادته وموثوق بها الحزب الديمقراطي الاشتراكي لتشكيل حكومة أقلية بالفعل أقل من 10 سنوات بعد حرب أهلية دامية. خلال المرض القصير للرئيس ريلاندر ، تولى تانـّر الذي كان رئيساً للوزراء الرئاسة بالنيابة وقيادة القوات المسلحة.

## روابط خارجية
- فاينو تانر على موقع IMDb (الإنجليزية)
- فاينو تانر على موقع الموسوعة البريطانية (الإنجليزية)
- فاينو تانر على موقع مونزينجر (الألمانية)